# Liste des cantons du Calvados

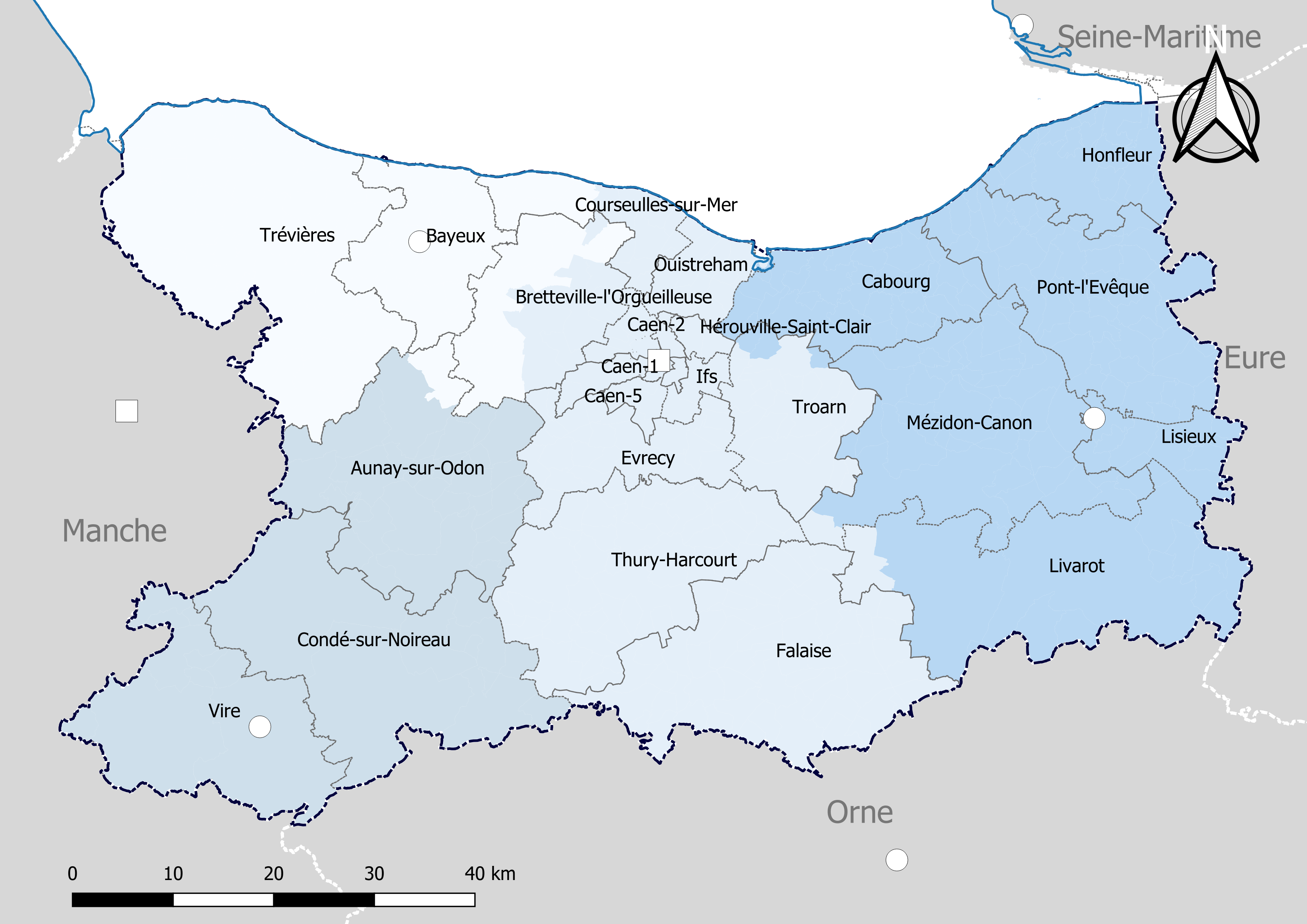
Découpage cantonal du département du Calvados, avec en surimpression les arrondissements (en nuances de bleu) - Carte arrêtée au 1er janvier 2019.

Le département du Calvados compte 25 cantons depuis le redécoupage cantonal de 2014 (49 cantons auparavant).

## Histoire

### Découpage cantonal antérieur à 2015
Liste des 49 anciens cantons du département du Calvados, par arrondissement :
- arrondissement de Bayeux (6 cantons - sous-préfecture : Bayeux) :
Balleroy - Bayeux - Caumont-l'Éventé - Isigny-sur-Mer - Ryes - Trévières
- arrondissement de Caen (24 cantons - préfecture : Caen) :
Bourguébus - Bretteville-sur-Laize - Cabourg - Caen-1 - Caen-2 - Caen-3 - Caen-4 - Caen-5[1] - Caen-6[2] - Caen-7 - Caen-8 - Caen-9 - Caen-10 - Creully - Douvres-la-Délivrande - Évrecy - Falaise-Nord - Falaise-Sud - Morteaux-Coulibœuf - Ouistreham - Thury-Harcourt - Tilly-sur-Seulles - Troarn - Villers-Bocage
- arrondissement de Lisieux (13 cantons - sous-préfecture : Lisieux) :
Blangy-le-Château - Cambremer - Dozulé - Honfleur - Lisieux-1 - Lisieux-2 - Lisieux-3 - Livarot - Mézidon-Canon - Orbec - Pont-l'Évêque - Saint-Pierre-sur-Dives - Trouville-sur-Mer
- arrondissement de Vire (6 cantons - sous-préfecture : Vire) :
Aunay-sur-Odon - Bény-Bocage - Condé-sur-Noireau - Saint-Sever-Calvados - Vassy - Vire

### Redécoupage cantonal de 2014
Dans la poursuite de la réforme territoriale engagée en 2010, l'Assemblée nationale adopte définitivement le 17 avril 2013 la réforme du mode de scrutin pour les élections départementales destinée à garantir la parité hommes/femmes. Les lois (loi organique 2013-402 et loi 2013-403) sont promulguées le 17 mai 2013. Un nouveau découpage territorial est défini par décret du 17 février 2014 pour le département du Calvados. Celui-ci entre en vigueur lors du premier renouvellement général des assemblées départementales suivant la publication du décret, soit en mars 2015. Les conseillers départementaux sont élus au scrutin majoritaire binominal mixte. Les électeurs de chaque canton éliront au Conseil départemental, nouvelle appellation des Conseils généraux, deux membres de sexe différent, qui se présenteront en binôme de candidats. Les conseillers départementaux seront élus pour 6 ans au scrutin binominal majoritaire à deux tours, l'accès au second tour nécessitant 12,5 % des inscrits au 1er tour. En outre la totalité des conseillers départementaux est renouvelée.
Ce nouveau mode de scrutin nécessite un redécoupage des cantons dont le nombre est divisé par deux avec arrondi à l'unité impaire supérieure si ce nombre n'est pas entier impair et avec des conditions de seuils minimaux. Dans le Calvados le nombre de cantons passe ainsi de 49 à 25.
Les critères du remodelage cantonal sont les suivants : le territoire de chaque canton doit être défini sur des bases essentiellement démographiques, le territoire de chaque canton doit être continu et les communes de moins de 3 500 habitants sont entièrement comprises dans le même canton. Il n’est fait référence, ni aux limites des arrondissements, ni à celles des circonscriptions législatives.
Conformément à de multiples décisions du Conseil constitutionnel depuis 1985 et notamment  sa décision n° 2010-618 DC du 9 décembre 2010, il est admis que le principe d’égalité des électeurs au regard des critères démographiques est respecté lorsque le ratio conseiller/habitant de la circonscription est compris dans une fourchette de 20 % de part et d'autre du ratio moyen conseiller/habitant du département. Pour le département du Calvados, la population de référence est la population légale en vigueur au 1er janvier 2013, à savoir la population millésimée 2010, soit 683 105 habitants. Avec 25 cantons la population moyenne par conseiller départemental est de 27 324 habitants. Ainsi la population de chaque nouveau canton doit-elle être comprise entre 21 859 habitants et 32 789 habitants pour respecter le principe de l'égalité citoyenne au vu des critères démographiques.

## Composition actuelle

### Composition détaillée
| N° | Nom du Canton          | Bureau centralisateur  | Population 2012 | Écart /moyenne | Nombre de communes entières     | Communes composant le canton |
| -- | ---------------------- | ---------------------- | --------------- | -------------- | ------------------------------- | --- |
| 1  | Les Monts d'Aunay      | Les Monts d'Aunay      | 25 333          | 0,91           | 28 + fraction Les Monts d'Aunay | 1° Les communes suivantes : Amayé-sur-Seulles, Aurseulles, Bonnemaison, Brémoy, Cahagnes, Caumont-sur-Aure, Courvaudon, Dialan sur Chaîne, Épinay-sur-Odon, Hottot-les-Bagues, Landes-sur-Ajon, Lingèvres, Les Loges, Longvillers, Maisoncelles-Pelvey, Maisoncelles-sur-Ajon, Malherbe-sur-Ajon, Le Mesnil-au-Grain, Les Monts d'Aunay, Monts-en-Bessin, Parfouru-sur-Odon, Seulline, Saint-Louet-sur-Seulles, Saint-Pierre-du-Fresne, Tracy-Bocage, Val d'Arry, Val de Drôme, Villers-Bocage, Villy-Bocage. 2° La partie de la commune des Monts d'Aunay non incluse dans le canton de Condé-en-Normandie. |
| 2  | Bayeux                 | Bayeux                 | 28 896          | 1,07           | 34                              | Agy, Arganchy, Barbeville, Bayeux, Campigny, Chouain, Commes, Condé-sur-Seulles, Cottun, Cussy, Ellon, Esquay-sur-Seulles, Guéron, Juaye-Mondaye, Longues-sur-Mer, Magny-en-Bessin, Le Manoir, Manvieux, Monceaux-en-Bessin, Nonant, Port-en-Bessin-Huppain, Ranchy, Ryes, Saint-Loup-Hors, Saint-Martin-des-Entrées, Saint-Vigor-le-Grand, Sommervieu, Subles, Sully, Tracy-sur-Mer, Vaucelles, Vaux-sur-Aure, Vaux-sur-Seulles, Vienne-en-Bessin. |
| 3  | Thue et Mue            | Thue et Mue            | 25 806          | 0,92           | 26                              | Audrieu, Bény-sur-Mer, Bucéels, Cairon, Carcagny, Colombiers-sur-Seulles, Creully sur Seulles, Cristot, Ducy-Sainte-Marguerite, Fontaine-Henry, Fontenay-le-Pesnel, Le Fresne-Camilly, Juvigny-sur-Seulles, Loucelles, Moulins-en-Bessin, Ponts sur Seulles, Reviers, Rosel, Rots, Saint-Manvieu-Norrey, Saint-Vaast-sur-Seulles, Tessel, Thaon, Thue et Mue, Tilly-sur-Seulles, Vendes. |
| 4  | Cabourg                | Cabourg                | 29 213          | 1,07           | 34                              | Amfreville, Angerville, Annebault, Auberville, Basseneville, Bavent, Bourgeauville, Branville, Bréville-les-Monts, Brucourt, Cabourg, Cresseveuille, Cricqueville-en-Auge, Danestal, Dives-sur-Mer, Douville-en-Auge, Dozulé, Gonneville-en-Auge, Gonneville-sur-Mer, Goustranville, Grangues, Hérouvillette, Heuland, Houlgate, Merville-Franceville-Plage, Périers-en-Auge, Petiville, Putot-en-Auge, Ranville, Saint-Jouin, Saint-Léger-Dubosq, Saint-Vaast-en-Auge, Sallenelles, Varaville. |
| 5  | Caen-1                 | Caen                   | 28 245          |                | 4 + fraction Caen               | 1° Les communes suivantes : Bretteville-sur-Odon, Mouen, Tourville-sur-Odon, Verson. 2° La partie de la commune de Caen située à l'ouest d'une ligne définie par l'axe des voies et les limites suivantes : depuis la limite territoriale de la commune de Carpiquet, route de Caumont-l'Éventé, boulevard Georges-Pompidou, rue Nicolas-Oresme, rue du Général-Moulin, rue de Bayeux, boulevard Dunois, boulevard Richemont, avenue de Creully, avenue de Courseulles, rue du Magasin-à-Poudre, esplanade de la Paix, rue Léon-Lecornu, rue du Vaugueux, rue des Fossés-du-Château, rue des Terrasses, rue de Geôle, Fos Saint-Julien, place Saint-Martin, rue Saint-Manvieu, voie du Palais-de-Justice, place Saint-Sauveur, rue Guillaume-le-Conquérant, rue Caponière, boulevard Yves-Guillou, rue de Québec jusqu'à la limite territoriale de la commune de Louvigny.                  |
| 6  | Caen-2                 | Caen                   | 30 194          |                | 5 + fraction Caen               | 1° Les communes suivantes : Authie, Carpiquet, Saint-Contest, Saint-Germain-la-Blanche-Herbe, Villons-les-Buissons. 2° La partie de la commune de Caen située au nord d'une ligne définie par l'axe des voies et les limites suivantes : depuis la limite territoriale de la commune de Carpiquet, route de Caumont-l'Éventé, boulevard Georges-Pompidou, rue Nicolas-Oresme, rue du Général-Moulin, rue de Bayeux, boulevard Dunois, boulevard Richemont, avenue de Creully, avenue de Courseulles, esplanade Brillaud-de-Laujardière, avenue Jean-Monnet, rue René-Duchez, avenue du Maréchal-de-Lattre-de-Tassigny, avenue de Courseulles, boulevard du Maréchal-Juin, une ligne droite dans le prolongement du boulevard Jean-Moulin jusqu'à la rue du Chemin-de-Fer de la commune d'Épron jusqu'à la limite territoriale de la commune d'Épron.                                        |
| 7  | Caen-3                 | Caen                   | 27 781          |                | 1 + fraction Caen               | 1° Les communes suivantes : Épron. 2° La partie de la commune de Caen située à l'est d'une ligne définie par l'axe des voies et limites suivantes : une ligne droite dans le prolongement de la rue du Chemin-de-Fer de la commune d'Épron jusqu'au boulevard Jean-Moulin depuis la limite territoriale de la commune d'Épron, boulevard du Maréchal-Juin, avenue de Courseulles, avenue du Maréchal-de-Lattre-de-Tassigny, rue René-Duchez, avenue Jean-Monnet, esplanade Brillaud-de-Laujardière, avenue de Courseulles, rue du Magasin-à-Poudre, esplanade de la Paix, rue Léon-Lecornu, rue du Vaugueux, avenue de la Libération, boulevard des Alliés, rue Basse jusqu'à la limite territoriale de la commune d'Hérouville-Saint-Clair. |
| 8  | Caen-4                 | Caen                   | 26 137          |                | fraction Caen                   | Partie de la commune de Caen située au sud d'une ligne définie par l'axe des voies et limites suivantes : depuis la limite territoriale de la commune d'Hérouville-Saint-Clair, rue Basse, rue des Prairies Saint-Gilles, place Courtonne, quai Vendeuvre, rond-point de l'Orne, quai de Juillet, pont Churchill, rue de la Gare, rue d'Auge à partir du numéro 82, rue de Falaise, rue de l'Eglise-de-Vaucelles, rue de Branville, avenue d'Harcourt jusqu'à la limite territoriale de la commune de Fleury-sur-Orne. |
| 9  | Caen-5                 | Caen                   | 27 173          | 0,37           | 4 + fraction Caen               | 1° Les communes suivantes : Éterville, Fleury-sur-Orne, Louvigny, Saint-André-sur-Orne. 2° La partie de la commune de Caen non incluse dans les cantons de Caen-1, Caen-2, Caen-3 et Caen-4. |
| 10 | Condé-en-Normandie     | Condé-en-Normandie     | 24 398          | 0,89           | 8 + fraction Les Monts d'Aunay  | 1° Les communes suivantes : Condé-en-Normandie, Périgny, Pontécoulant, Saint-Denis-de-Méré, Souleuvre en Bocage, Terres de Druance, Valdallière, La Villette. 2° La partie des Monts d'Aunay correspondant à la commune déléguée du Plessis-Grimoult. |
| 11 | Courseulles-sur-Mer    | Courseulles-sur-Mer    | 28 109          | 1,02           | 21                              | Anisy, Arromanches-les-Bains, Asnelles, Banville, Basly, Bazenville, Bernières-sur-Mer, Colomby-Anguerny, Courseulles-sur-Mer, Crépon, Cresserons, Douvres-la-Délivrande, Graye-sur-Mer, Langrune-sur-Mer, Luc-sur-Mer, Meuvaines, Plumetot, Saint-Aubin-sur-Mer, Saint-Côme-de-Fresné, Sainte-Croix-sur-Mer, Ver-sur-Mer. |
| 12 | Évrecy                 | Évrecy                 | 30 617          | 1,09           | 28                              | Amayé-sur-Orne, Avenay, Baron-sur-Odon, Bougy, Bourguébus, La Caine, Le Castelet, Castine-en-Plaine, Esquay-Notre-Dame, Évrecy, Feuguerolles-Bully, Fontaine-Étoupefour, Fontenay-le-Marmion, Gavrus, Grainville-sur-Odon, Grentheville, Laize-Clinchamps, Maizet, Maltot, Mondrainville, Montigny, Préaux-Bocage, Saint-Martin-de-May, Sainte-Honorine-du-Fay, Soliers, Vacognes-Neuilly, Vieux. |
| 13 | Falaise                | Falaise                | 27 172          | 0,98           | 57                              | Aubigny, Barou-en-Auge, Beaumais, Bernières-d'Ailly, Bonnœil, Bons-Tassilly, Cordey, Courcy, Crocy, Damblainville, Le Détroit, Épaney, Eraines, Ernes, Falaise, Fontaine-le-Pin, Fourches, Fourneaux-le-Val, Fresné-la-Mère, La Hoguette, Les Isles-Bardel, Jort, Leffard, Les Loges-Saulces, Louvagny, Maizières, Le Marais-la-Chapelle, Martigny-sur-l'Ante, Le Mesnil-Villement, Morteaux-Coulibœuf, Les Moutiers-en-Auge, Noron-l'Abbaye, Norrey-en-Auge, Olendon, Ouilly-le-Tesson, Perrières, Pertheville-Ners, Pierrefitte-en-Cinglais, Pierrepont, Pont-d'Ouilly, Potigny, Rapilly, Rouvres, Saint-Germain-Langot, Saint-Martin-de-Mieux, Saint-Pierre-Canivet, Saint-Pierre-du-Bû, Sassy, Soulangy, Soumont-Saint-Quentin, Tréprel, Ussy, Versainville, Vicques, Vignats, Villers-Canivet, Villy-lez-Falaise.                                                                      |
| 14 | Hérouville-Saint-Clair | Hérouville-Saint-Clair | 27 175          | 0,99           | 2                               | Colombelles, Hérouville-Saint-Clair. |
| 15 | Honfleur-Deauville     | Honfleur               | 30 540          | 1,12           | 17                              | Ablon, Barneville-la-Bertran, Cricquebœuf, Deauville, Équemauville, Fourneville, Genneville, Gonneville-sur-Honfleur, Honfleur, Pennedepie, Quetteville, La Rivière-Saint-Sauveur, Saint-Gatien-des-Bois, Le Theil-en-Auge, Touques, Trouville-sur-Mer, Villerville. |
| 16 | Ifs                    | Ifs                    | 30 844          | 1,1            | 4                               | Cormelles-le-Royal, Giberville, Ifs, Mondeville. |
| 17 | Lisieux                | Lisieux                | 27 431          | 1,02           | 10                              | Beuvillers, Cordebugle, Courtonne-la-Meurdrac, Courtonne-les-Deux-Églises, Glos, L'Hôtellerie, Lisieux, Marolles, Le Mesnil-Guillaume, Saint-Martin-de-la-Lieue. |
| 18 | Livarot-Pays-d'Auge    | Livarot-Pays-d'Auge    | 23 147          | 0,85           | 12                              | Cernay, La Folletière-Abenon, Lisores, Livarot-Pays-d'Auge, Orbec, Saint-Denis-de-Mailloc, Saint-Martin-de-Bienfaite-la-Cressonnière, Saint-Pierre-en-Auge, Val-de-Vie, Valorbiquet, Vendeuvre, La Vespière-Friardel. |
| 19 | Mézidon Vallée d'Auge  | Mézidon-Canon          | 24 394          | 0,89           | 38                              | Auvillars, Beaufour-Druval, Beuvron-en-Auge, Belle Vie en Auge, La Boissière, Bonnebosq, Cambremer, Castillon-en-Auge, Condé-sur-Ifs, Drubec, Formentin, Le Fournet, Hotot-en-Auge, La Houblonnière, Léaupartie, Lessard-et-le-Chêne, Manerbe, Méry-Bissières-en-Auge, Le Mesnil-Eudes, Le Mesnil-Simon, Mézidon Vallée d'Auge, Les Monceaux, Montreuil-en-Auge, Notre-Dame-d'Estrées-Corbon, Notre-Dame-de-Livaye, Le Pré-d'Auge, Prêtreville, Repentigny, La Roque-Baignard, Rumesnil, Saint-Désir, Saint-Germain-de-Livet, Saint-Jean-de-Livet, Saint-Martin-de-Mailloc, Saint-Ouen-le-Pin, Saint-Pierre-des-Ifs, Valsemé, Victot-en-Auge. |
| 20 | Ouistreham             | Ouistreham             | 31 959          | 1,17           | 11                              | Bénouville, Biéville-Beuville, Blainville-sur-Orne, Cambes-en-Plaine, Colleville-Montgomery, Hermanville-sur-Mer, Lion-sur-Mer, Mathieu, Ouistreham, Périers-sur-le-Dan, Saint-Aubin-d'Arquenay. |
| 21 | Pont-l'Évêque          | Pont-l'Évêque          | 29 196          | 0,82           | 47                              | Les Authieux-sur-Calonne, Beaumont-en-Auge, Benerville-sur-Mer, Blangy-le-Château, Blonville-sur-Mer, Bonneville-la-Louvet, Bonneville-sur-Touques, Le Breuil-en-Auge, Le Brévedent, Canapville, Clarbec, Coquainvilliers, Englesqueville-en-Auge, Fauguernon, Le Faulq, Fierville-les-Parcs, Firfol, Fumichon, Glanville, Hermival-les-Vaux, Manneville-la-Pipard, Le Mesnil-sur-Blangy, Moyaux, Norolles, Ouilly-du-Houley, Ouilly-le-Vicomte, Pierrefitte-en-Auge, Le Pin, Pont-l'Évêque, Reux, Rocques, Saint-André-d'Hébertot, Saint-Arnoult, Saint-Benoît-d'Hébertot, Saint-Étienne-la-Thillaye, Saint-Julien-sur-Calonne, Saint-Martin-aux-Chartrains, Saint-Philbert-des-Champs, Saint-Pierre-Azif, Saint-Hymer, Surville, Le Torquesne, Tourgéville, Tourville-en-Auge, Vauville, Vieux-Bourg, Villers-sur-Mer                                                                     |
| 22 | Le Hom                 | Thury-Harcourt-le-Hom  | 23 078          | 0,82           | 42                              | Barbery, Le Bô, Boulon, Bretteville-le-Rabet, Bretteville-sur-Laize, Le Bû-sur-Rouvres, Cauvicourt, Cauville, Cesny-les-Sources, Cintheaux, Clécy, Combray, Cossesseville, Croisilles, Culey-le-Patry, Donnay, Espins, Esson, Estrées-la-Campagne, Fresney-le-Puceux, Fresney-le-Vieux, Gouvix, Grainville-Langannerie, Grimbosq, Martainville, Meslay, Montillières-sur-Orne, Moulines, Les Moutiers-en-Cinglais, Mutrécy, Ouffières, La Pommeraye, Saint-Germain-le-Vasson, Saint-Lambert, Saint-Laurent-de-Condel, Saint-Omer, Saint-Rémy, Saint-Sylvain, Soignolles, Thury-Harcourt-le-Hom, Urville, Le Vey. |
| 23 | Trévières              | Trévières              | 27 241          | 0,99           | 59                              | Aure sur Mer, Asnières-en-Bessin, Balleroy-sur-Drôme, La Bazoque, Bernesq, Blay, Le Breuil-en-Bessin, Bricqueville, Cahagnolles, La Cambe, Canchy, Cardonville, Cartigny-l'Épinay, Castillon, Colleville-sur-Mer, Colombières, Cormolain, Cricqueville-en-Bessin, Crouay, Deux-Jumeaux, Englesqueville-la-Percée, Étréham, La Folie, Formigny La Bataille, Foulognes, Géfosse-Fontenay, Grandcamp-Maisy, Isigny-sur-Mer, Lison, Litteau, Longueville, Maisons, Mandeville-en-Bessin, Le Molay-Littry, Monfréville, Montfiquet, Mosles, Noron-la-Poterie, Osmanville, Planquery, Rubercy, Saint-Germain-du-Pert, Saint-Laurent-sur-Mer, Saint-Marcouf, Saint-Martin-de-Blagny, Saint-Paul-du-Vernay, Saint-Pierre-du-Mont, Sainte-Honorine-de-Ducy, Sainte-Marguerite-d'Elle, Sallen, Saon, Saonnet, Surrain, Tour-en-Bessin, Tournières, Trévières, Le Tronquay, Trungy, Vierville-sur-Mer. |
| 24 | Troarn                 | Troarn                 | 28 665          | 1,03           | 24                              | Argences, Banneville-la-Campagne, Bellengreville, Cagny, Canteloup, Cesny-aux-Vignes, Cléville, Cuverville, Démouville, Émiéville, Escoville, Frénouville, Janville, Moult-Chicheboville, Ouézy, Saint-Ouen-du-Mesnil-Oger, Saint-Pair, Saint-Pierre-du-Jonquet, Saint-Samson, Sannerville, Touffréville, Troarn, Valambray, Vimont. |
| 25 | Vire Normandie         | Vire-Normandie         | 25 110          | 0,93           | 9                               | Beaumesnil, Campagnolles, Landelles-et-Coupigny, Le Mesnil-Robert, Noues de Sienne, Pont-Bellanger, Saint-Aubin-des-Bois, Sainte-Marie-Outre-l'Eau, Vire Normandie. |
|    |                        |                        | 687 854         |                | 706                             | |

### Répartition par arrondissement
Contrairement à l'ancien découpage où chaque canton était inclus à l'intérieur d'un seul arrondissement, le nouveau découpage territorial s'affranchit des limites des arrondissements. Certains cantons peuvent être composés de communes appartenant à des arrondissements différents. Dans le département du Calvados, c'est le cas de neuf cantons (Aunay-sur-Odon, Bayeux, Bretteville-l'Orgueilleuse, Cabourg, Condé-sur-Noireau, Courseulles-sur-Mer, Livarot, Mézidon-Canon, Troarn).
Le tableau suivant présente la répartition par arrondissement :
| N° | Canton                 | Bayeux | Caen              | Lisieux | Vire | Total             |
| -- | ---------------------- | ------ | ----------------- | ------- | ---- | ----------------- |
| 1  | Aunay-sur-Odon         | 11     | 22                |         | 16   | 49                |
| 2  | Bayeux                 | 33     | 1                 |         |      | 34                |
| 3  | Thue et Mue            | 18     | 8                 |         |      | 26                |
| 4  | Cabourg                |        | 11                | 23      |      | 34                |
| 5  | Caen-1                 |        | 4 + fraction Caen |         |      | 4 + fraction Caen |
| 6  | Caen-2                 |        | 5 + fraction Caen |         |      | 5 + fraction Caen |
| 7  | Caen-3                 |        | 1 + fraction Caen |         |      | 1 + fraction Caen |
| 8  | Caen-4                 |        | Fraction Caen     |         |      | Fraction Caen     |
| 9  | Caen-5                 |        | 4 + fraction Caen |         |      | 4 + fraction Caen |
| 10 | Condé-sur-Noireau      |        | 2                 |         | 9    | 48                |
| 11 | Courseulles-sur-Mer    | 10     | 12                |         |      | 22                |
| 12 | Évrecy                 |        | 32                |         |      | 32                |
| 13 | Falaise                |        | 57                |         |      | 57                |
| 14 | Hérouville-Saint-Clair |        | 2                 |         |      | 2                 |
| 15 | Honfleur-Deauville     |        |                   | 17      |      | 17                |
| 16 | Ifs                    |        | 4                 |         |      | 4                 |
| 17 | Lisieux                |        |                   | 10      |      | 10                |
| 18 | Livarot                |        | 1                 | 52      |      | 53                |
| 19 | Mézidon-Canon          |        | 3                 | 53      |      | 56                |
| 20 | Ouistreham             |        | 11                |         |      | 11                |
| 21 | Pont-l'Évêque          |        |                   | 48      |      | 48                |
| 22 | Thury-Harcourt         |        | 51                |         |      | 51                |
| 23 | Trévières              | 68     |                   |         |      | 68                |
| 24 | Troarn                 |        | 28                | 1       |      | 29                |
| 25 | Vire                   |        |                   |         | 26   | 26                |
|    |                        | 126    | 288               | 204     | 88   | 706               |